# دیوید گلدمن
دیوید گلدمن (به انگلیسی: David Goldman) (زاده ۱۹۳۷) - درگذشته ۱۹۹۹) کارآفرین، بازرگان و مدیر اجرایی بریتانیایی بود، که در سال ۱۹۸۱ گروه سیج را با مشارکت گراهام وایلی و پل مولر تأسیس نمود.